# Тренин, Яков Вячеславович
Яков Вячеславович Тренин (род. 13 января 1997, Челябинск) — российский хоккеист, нападающий клуба НХЛ «Миннесота Уайлд».

## Клубная карьера

### Юниорская карьера
Родился в Челябинске, там же начал заниматься хоккеем. В 2008—2014 годах выступал в различных турнирах для соответствующих возрастных групп в составе «Трактора». В сезоне 2013/14 в составе «Белых медведей» выступал в МХЛ.
В 2014 году выехал в Канаду. Выступал в «Гатино Олимпикс», играющий в QMJHL.

### Профессиональная карьера

#### «Нэшвилл Предаторз» (2015—2020)
На драфте НХЛ 2015 года был выбран во 2-м раунде под общим 55-м номером командой «Нэшвилл Предаторз». В плей-офф сезона 2015/2016 дебютировал в АХЛ в составе «Милуоки Эдмиралс» — фарм-клубе «Нэшвилл Предаторз», выбравшей Тренина на драфте 2015 года. За 2 матча в «Милуоки Эдмиралс» набрал 1 очко, отдав передачу. Сезон 2016/17 Тренин преимущественно провел в игре за «Гатино Олимпикс», сыграв за «Эдмиралс» лишь 6 матчей, в которых он набрал 3 очка. В сезонах 2017/18 и 2018/19 Яков играл в «Милуоки», не вызываясь в основную команду. В сезоне 2018/19 Тренин стал лучшим игроком по показателю полезности в «Эдмиралс», установив показатель «+21».
В НХЛ дебютировал 19 октября 2019 года, проведя на льду 12 с половиной минут и не набрав очков в матче против «Флориды Пантерз». Вскоре после этого матча Тренин был отправлен обратно в АХЛ. Первую шайбу в НХЛ забросил 7 декабря 2019 года вратарю «Нью-Джерси Девилз» Луи Домингу в своем 2-м матче в НХЛ. Всего за «Предаторз» в сезоне 2019/20 провел 21 матч и набрал 6 очков (2+4). Но большинство сезона 2019/20 Тренин провел в фарм-клубе «Предаторз», где сыграл 32 матча и набрал 35 очков (20+15), установив личный рекорд по очкам и голам в сезоне. Также Яков получил приглашение на Матч всех звезд АХЛ 2020 года вместе с партнёрами по «Милуоки» Александром Каррье и Коннором Ингрэмом.
Помимо этого, в сезоне 2019/20 запомнился тем, что провёл драку с многолетним капитаном «Бостон Брюинз» Зденом Харой. Несмотря на значительную разницу в росте (188 см против 206), весе (91 кг против 113), а также в возрасте (22 года против 42), Тренин нокаутировал Хару правым хуком. В голосовании на сайте хоккейных боёв Hockey Fights 61,9 % голосов отдали победу россиянину, а 33 % словаку.

#### Аренда в СКА (2020)
11 июня 2020 года челябинский «Трактор» обменял права на Тренина в СКА. 28 сентября 2020 года был отдан в аренду до старта тренировочных лагерей НХЛ в СКА. Первую игру за СКА провёл в матче против «Сибири» 30 сентября 2020 года, проведя на льду чуть более 16 минут и не набрав очков. Первое очко в КХЛ набрал 9 октября в матче против «Сочи». 15 декабря 2020 года официальный твиттер СКА информировал, что Тренин и Завгородний возвращаются в Северную Америку к открытию тренировочных лагерей НХЛ. Всего за СКА в сезоне 2020/21 провёл 21 матч и набрал 7 (4+3) очков.

#### «Нэшвилл Предаторз» (2021—2024)
24 сентября 2020 года подписал новый двухлетний контракт с «Нэшвилл Предаторз» на общую сумму $ 1,45 млн.
В сезоне 2020/21 был преимущественно форвардом четвёртого звена, набрав в 45 матчах 11 (5+6) очков. Стал лидером «хищников» по силовым хитам, проведя 94 силовых приёма. 27 января 2021 года, в своём третьем матче сезона, забил свою первую шайбу в сезоне, перехватив шайбу у защитника «Чикаго Блэкхокс» Никиты Задорова. Благодаря этому он стал третьей звездой матча. 25 мая в матче против «Каролины Харрикейнз» набрал свои первые очки в плей-офф НХЛ, забив две шайбы в ворота Алекса Недельковича.

#### «Колорадо Эвеланш» (2024)
7 марта 2024 года, на дедлайне, был обменян в «Колорадо Эвеланш» на пик третьего раунда и защитника-проспекта Джереми Хензеля

#### Миннесота Уайлд (с 2024)
1 июля 2024 года, будучи неограниченно свободным агентом, подписал четырёхлетний контракт с «Миннесотой Уайлд» на общую сумму $ 14 млн.

## Карьера в сборной
В 2015 и 2016 годах участвовал в молодёжной суперсерии между Россией и Канадой. В суперсерии провел 4 матча за сборную России и отдал 1 передачу.
На молодёжном чемпионате мира 2017 года провёл 7 матчей и набрал 4 (2+2) очка.

## Статистика

### Клубная
| 2013/14     | Белые медведи     | МХЛ         | 22  | 7  | 7  | 14 | 12  | 4  | 0 | 1 | 1  | 2  |
| 2014/15     | Гатино Олимпикс   | QMJHL       | 58  | 18 | 49 | 67 | 34  | 11 | 3 | 8 | 11 | 10 |
| 2015/16     | Гатино Олимпикс   | QMJHL       | 57  | 26 | 35 | 61 | 56  | 5  | 0 | 2 | 2  | 4  |
| 2015/16     | Милуоки Эдмиралс  | АХЛ         | —   | —  | —  | —  | —   | 2  | 0 | 1 | 1  | 2  |
| 2016/17     | Гатино Олимпикс   | QMJHL       | 54  | 30 | 37 | 67 | 84  | 7  | 3 | 7 | 10 | 24 |
| 2016/17     | Милуоки Эдмиралс  | АХЛ         | 5   | 1  | 2  | 3  | 2   | 1  | 0 | 0 | 0  | 0  |
| 2017/18     | Милуоки Эдмиралс  | АХЛ         | 44  | 5  | 11 | 16 | 16  | —  | — | — | —  | —  |
| 2018/19     | Милуоки Эдмиралс  | АХЛ         | 74  | 14 | 19 | 33 | 39  | 5  | 0 | 3 | 3  | 4  |
| 2019/20     | Милуоки Эдмиралс  | АХЛ         | 32  | 20 | 15 | 35 | 29  | —  | — | — | —  | —  |
| 2019/20     | Нэшвилл Предаторз | НХЛ         | 21  | 2  | 4  | 6  | 9   | —  | — | — | —  | —  |
| 2020/21     | СКА               | КХЛ         | 21  | 4  | 3  | 7  | 10  | —  | — | — | —  | —  |
| 2020/21     | Нэшвилл Предаторз | НХЛ         | 45  | 5  | 6  | 11 | 22  | 6  | 2 | 0 | 2  | 0  |
| 2021/22     | Нэшвилл Предаторз | НХЛ         | 80  | 17 | 7  | 24 | 46  | 4  | 3 | 0 | 3  | 4  |
| 2022/23     | Нэшвилл Предаторз | НХЛ         | 77  | 12 | 12 | 24 | 47  | —  | — | — | —  | —  |
| 2023–24     | Нэшвилл Предаторз | НХЛ         | 60  | 10 | 4  | 14 | 38  | —  | — | — | —  | —  |
| 2023–24     | Колорадо Эвеланш  | НХЛ         | 16  | 2  | 1  | 3  | 2   | 10 | 1 | 0 | 1  | 4  |
| Всего в НХЛ | Всего в НХЛ       | Всего в НХЛ | 299 | 48 | 34 | 82 | 164 | 20 | 6 | 0 | 6  | 8  |
| Всего в КХЛ | Всего в КХЛ       | Всего в КХЛ | 21  | 4  | 3  | 7  | 10  | —  | — | — | —  | —  |

### Международная
| Год                                | Сборная                            | Турнир                             | Место                              |   | И | Г | П | О | Ш |
| ---------------------------------- | ---------------------------------- | ---------------------------------- | ---------------------------------- | - | - | - | - | - | - |
| 2017                               | Россия (мол.)                      | МЧМ                                | 3                                  | 7 | 2 | 2 | 4 | 4 |   |
| Всего за молодёжную сборную России | Всего за молодёжную сборную России | Всего за молодёжную сборную России | Всего за молодёжную сборную России | 7 | 2 | 2 | 4 | 4 |   |